# ماتیا نوتاری
ماتیا نوتاری (انگلیسی: Mattia Notari؛ زادهٔ ۲۰ مهٔ ۱۹۷۹) بازیکن فوتبال اهل ایتالیا است.
از باشگاه‌هایی که در آن بازی کرده‌است می‌توان به باشگاه فوتبال آ.ث. میلان، باشگاه فوتبال نووارا، باشگاه فوتبال لیرسه، و باشگاه فوتبال کاتانیا اشاره کرد.